# Filip z konopi
 (septembre 2021).
Pour plus de détails, voir Fiche technique et Distribution.
Filip z konopi est un long métrage polonais (comédie) réalisé par Józef Gębski. Le film a été produit en 1981 et est sorti en 1983.
Le titre du film fait référence à un proverbe polonais et à un dicton coutumier concernant le Filip z konopi.
Le film a été tourné dans le quartier de Bielany à Varsovie, dans la cité Wawrzyszew, dans un immeuble d'appartements situé au 2, rue Tchekhov (dans le film, l'adresse est Gogola 7).

## Synopsis
Une comédie ironique qui se moque de la vie dans les grandes villes de la Pologne communiste. Le personnage principal est Andrzej Leski, un architecte, et sa femme Krystyna, qui est enceinte, vivant dans une tour d'habitation lugubre. Krystyna rêve de changer leur appartement. Andrzej, lui, a un avis différent sur la question, car en tant qu'architecte, il contribue à la création de tels immeubles. Outre la dépression de l'épouse, d'autres tensions apparaissent dans la vie des Leski. La gouvernante part, Krystyna va à l'hôpital. Sous la pression de sa femme, Andrzej cherche à travers les publicités un échange d'appartement. Malheureusement, la seule offre vient d'un bloc d'appartements voisin. Un coup de téléphone apporte la nouvelle de la naissance d'un fils, Filip, dans la famille Leski.

## Distribution
- Kazimierz Brusikiewicz : interviewer
- Irena Byrska : mère de Krystyna
- Eugeniusz Priwieziencew : partisan de Robespierre
- Marian Glinka : collègue de Leski
- Bohdan Smoleń : travailleur
- Rudolf Schubert : ouvrier
- Ewa Pielach : invitée au mariage de Jańcia et Czesław
- Zenon Laskowik : professionnel
- Tadeusz Osipowicz : professionnel
- Magdalena Wołłejko : Krystyna, la femme de Leski
- Lidia Korsakówna : Madame Basia, secrétaire du professeur
- Laura Łącz : la fille de l'aristocrate
- Janusz Kłosiński : Monsieur Władzio, le concierge
- Filip Gębski : Łukasz, le fils des Leski.
- Iwona Biernacka : collègue de Leski
- Barbara Krafftówna : Zosia
- Jan Himilsbach : harmoniste
- Bronisław Pawlik : Professeur
- Wojciech Siemion : directeur d'école
- Andrzej Kopiczyński : Wisniewski
- Jerzy Bończak : Andrzej Leski
- Wiesław Golas : coiffeur Czesław
- Bożena Dykiel : Jancia, l'ancienne servante des Leski
- Wanda Stanisławska-Lothe : Ambassadeur Buzowska
- Wiesław Drzewicz : voyeur et informateur.
- Jerzy Moes : dessinateur
- Jacek Strzemżalski : fournisseur de télévision